# Jerónimo Tomás Abreu Herrera
Jerónimo Tomás Abreu Herrera (Jarabacoa, 30 de septiembre de 1930-Monción, Santiago Rodríguez, 27 de junio de 2012) fue el primer obispo de la Diócesis de Mao-Monte Cristi en República Dominicana.

## Biografía

### Inicios y formación
Nació en Pinar Quemado, Jarabacoa, el 30 de septiembre de 1930. Hijo de Juan Tomás Abreu, comerciante y agricultor y Eva María Herrera, educadora. 
Fue bautizado el 4 de junio de 1931 por el Pbro. Eduardo Ross, en la Iglesia Nuestra Señora del Carmen de Jarabacoa. 
Realizó sus estudios primarios en la Escuela Pública Primaria Urbana de Jarabacoa.
Entró al Seminario Menor Padre Fantino de La Vega, el 27 de septiembre de 1944. 
El 8 de mayo de 1948 ingresó al Seminario Pontificio Santo Tomás de Aquino, de Santo Domingo, donde completó sus estudios de filosofía y teología.
Más tarde, obtuvo la licenciatura en Filosofía en la Universidad de Santo Domingo. Viajó a Roma, y allí estudió Derecho Canónico en la Pontificia Universidad Lateranense. 

### Sacerdocio
Fue ordenado presbítero el 29 de junio de 1955 en la Catedral Primada de América, por Mons. Salvatore Siino, Nuncio Apostólico de su Santidad. 
Realizó cursos de pastoral de conjunto en el Instituto de Pastoral Latino (IPLA), Quito, Ecuador.
Entre sus labores pastorales, se encuentran:
- Vicario Cooperador de la Parroquia Catedral de la Inmaculada Concepción de La Vega.
- Oficial del Tribunal Eclesiástico.
- Director diocesano del Movimiento de Cursillos de Cristiandad y delegado de este en diversos encuentros internacionales.
- Canciller del Obispado de la Vega.
- Párroco de la Catedral de la Inmaculada Concepción de La Vega.
- Vicario general de Pastoral
- Consultor diocesano.
- Presidente del Instituto para el Desarrollo del Noroeste (INDENOR) desde 1986 hasta su muerte.
- Presidente del patronato del Instituto Politécnico del Noreste (INPONOR).
- Delegado en encuentros del CELAM.
- Párroco de la Parroquia Santa Ana en San Francisco de Macorís.

### Episcopado
El 16 de enero de 1978 fue elegido por el papa Pablo VI, primer obispo de la recién creada Diócesis de Mao-Monte Cristi, mediante la bula St
Mons. Abreu fue el primer Obispo titular de la Diócesis de Mao – Montecristi,  creada mediante la Bula “Stdiosi instar”. Fue consagrado el 4 de marzo de 1978 por el Cardenal Octavio Antonio Beras Rojas, en la ciudad de Mao, frente al Colegio Sagrado Corazón de Jesús.
Durante su ministerio episcopal, creó el Seminario Menor Nuestra Señora de las Mercedes, en Monción, el 7 de septiembre de 1987.
Como miembro de la Conferencia del Episcopado Dominicano, desempeñó diversos cargos:
- Presidente de la Comisión Episcopal de Pastoral Juvenil
- Presidente de la Comisión Episcopal de Pastoral de la Educación
- Presidente de la Comisión Episcopal de la Pastoral Misionera
- Delegado de la Conferencia Episcopal Dominicana ante el Consejo Episcopal Latinoamericano (CELAM).

El 24 de mayo de 2006, el papa Benedicto XVI le aceptó su renuncia al gobierno pastoral de la diócesis por motivos de edad.

### Muerte
Falleció el 27 de junio de 2012 en la comunidad Cacique, del municipio de Monción, Santiago Rodríguez.